# Elia del Medigo
Elia del Medigo (Candia, 1458 – Venezia, 1493), suddito della Serenissima, fu erudito e filosofo ebreo, nato sotto il nome di Elijah Mi-Qandia o Elijah mi-Qandia ben Moshe del Medigo, chiamato anche nei manoscritti come Elia Delmedigo o Elia Ben Moshe del Medigo. Ebbe una disputa con Judah Minz, sostenuto dal talmudista Elijah Mizrachi.

## Vita e opere
Elia del Medigo fu conosciuto dai suoi contemporanei in latino come Helias Hebreus Cretensis o in italiano Elia Del Medigo di Candia (c. 1458 – c. 1493). Il cognome del Medigo Mi-Candia è un'alterazione del cognome tedesco Geiger, una famiglia tedesca stabilitasi a Creta e Venezia.
Secondo Jacob Joshua Ross, "mentre gli studenti non ebrei di Delmedigo possono averlo classificato come un Averroista, chiaramente vedeva se stesso come un seguace di Maimonide". Ma, secondo altri studiosi, Delmedigo era chiaramente un convinto seguace delle dottrine di Averroè, anche quelle più radicali: unità dell'intelletto, eternità del mondo, autonomia della ragione dai confini della religione rivelata.
Nato a Candia, nell'isola di Creta, (all'epoca facente parte della Repubblica di Venezia), dove la sua famiglia era emigrata dalla Germania, ha trascorso dieci anni a Roma e a Padova nel nord Italia, tornando a Candia alla fine della sua vita.
È ricordato per una serie di traduzioni, commentari su Averroè (Ibn Rushd in arabo) (in particolare un commento di Substantia Orbis di Averroè del 1485), per la sua influenza su molti neoplatonici italiani del primo Rinascimento (soprattutto Giovanni Pico della Mirandola) e per il suo trattato sulla filosofia ebraica, Sefer Beḥinat ha-Dat (esame della religione), pubblicato molti anni dopo la sua morte, nel 1629.

## Biografia
Del Medigo ha avuto un'educazione religiosa tradizionale a Candia, dimostrando notevole ampiezza di vedute. Oltre alla scuola rabbinica, ha studiato filosofia e aveva una buona conoscenza di italiano, greco, così come latino ed ebraico. È probabile che abbia studiato medicina, e potrebbe essere stato con quella intenzione che originariamente si recò a Padova, dove l'Università era il più importante centro per la filosofia aristotelica tradizionale in Italia. Dal 1480 era a Venezia, dove scrisse Quaestio utrum mundus sit effectus, e si mantenne formando classi di filosofia aristotelica, frequentato dai figli di famiglie ricche e importanti.
Si trasferì a Perugia e insegnato a classi l'"aristotelismo radicale", cioè, pesantemente interpretati con le idee di Averroè e altri commentatori islamici. Del Medigo divenne abbastanza noto come il maggiore "Averroista" in Italia. Mentre a Perugia, incontrò Pico della Mirandola e scrisse due pamphlet per lui.
Un altro studente importante di del Medigo di a quel tempo era Domenico Grimani, veneziano, che poi divenne il cardinale della Basilica di San Marco. Grimani si dimostrò essere un mecenate generoso e, con il suo incoraggiamento, del Medigo scrisse diversi manoscritti che ricevettero ampia diffusione tra i filosofi italiani.
Rimase in stretto contatto con Pico della Mirandola, in viaggio verso Firenze, il sito dell'Accademia Platonica di Marsilio Ficino, per dare lezioni e per tradurre manoscritti dall'ebraico al latino per Pico, anche se i due filosofi non collaborarono mai su uno specifico lavoro.
Alla fine, però, Del Medigo non era cabalista, e divenne disinteressato con la direzione sincretica che Pico e i suoi colleghi stavano prendendo, in una tendenza a combinare i concetti di magia, ermetismo e la Kabbalah con Platone e il neoplatonismo.
Oltre alla sua crescente delusione per Pico, era un po' screditato dal contraccolpo della prigionia di Pico e dall'interdizione da parte del Vaticano delle sue 900 tesi. Inoltre erano sorte tensioni tra del Medigo e la comunità ebraica italiana per i suoi interessi intellettuali laici e le sue amicizie con studiosi cristiani. Come conseguenza delle difficoltà finanziarie vissute sulla scia dello sfavore per Pico della Mirandola, del Medigo decise di lasciare l'Italia per sempre. Tornò a Creta, dove visse gli ultimi anni della sua vita.
Durante questo periodo, del Medigo tornò al pensiero ebraico, scrivendo il Sefer Bechinat Ha-dath per i suoi studenti, in cui ha chiarito il suo disaccordo con le teorie magiche e cabalistiche che hanno ispirato l'Orazione sulla dignità dell'uomo di Pico, ed esposto la sua convinzione che un essere umano non può aspirare a diventare un dio, e che l'ebraismo richiede che un uomo deve "lottare per la razionalità, sobrietà e la realizzazione dei [suoi] limiti umani."
Delmedigo argomentò contro l'antichità della Kabbalah, rilevando che non era nota per i saggi del Talmud, per i Gheonim o per Rashi. Egli negò anche che Rabbi Shimon bar Yochai sia stato l'autore dello Zohar, dal momento che l'opera cita chi ha vissuto dopo la morte di Rabbi Shimon bar Yohai. Inoltre, egli attaccò gli allegoristi esoterici tra filosofi ebrei. In un'altra sezione del suo lavoro Delmedigo discusse il ragionamento intellettuale sottostante i comandamenti della Torah (ta'amei ha-mitzvot).

## Nella cultura di massa
Elia del Medigo è probabile che sia l'ispirazione per il personaggio Giuda del Medigo, nel "The Secret Book of Grazia dei Rossi" (libro segreto di Grazia dei Rossi) di Jacqueline Park.